# La Guzmán (serie de televisión)
La Guzmán es una serie de televisión biográfica producida por Sony Pictures Television y Teleset para Imagen Televisión. Está inspirada en la vida de la cantante mexicana Alejandra Guzmán. Se estrenó el 21 de enero de 2019 en sustitución de Atrapada, y finalizó el 11 de abril del mismo año.
La serie es dirigida por Mauricio Cruz y producida por Andrés Santamaría, y esta protagonizada por Majida Issa como Alejandra Guzmán, junto con Carmen Madrid como Silvia Pinal y Erick Elías como Santiago Torrieri.

## Reparto
- Majida Issa como Alejandra Guzmán
- Erick Elías como Santiago Torrieri
- Carmen Madrid como Silvia Pinal
- Esteban Soberanes como Emilio Guzmán[4]
- Ana Patricia Rojo como María de los Ángeles Torrieri
- Carla Carrillo como Renata
- Aleyda Gallardo como Nana Tere[4]
- Carlos Aragón
- Manuel Masalva como Luis Enrique Guzmán[4]
- Salvador Amaya
- Paula Serrano como Raquel[4]
- Florencia Ríos
- Giuseppe Gamba
- Vicente Tamayo
- Neno Villegas
- Roberto Mateos
- Vanessa Ciangherotti
- Elsa Jaimes
- Diego Luque como El Rulo
- Paloma Ruiz de Alda como Cynthia[4]
- Sofía Garza como Paty[4]
- Laura Palma como Viridiana Alatriste
- Mauricio Rousselon como José Francisco[5]

## Audiencia
| Temporada | Episodios | Primera emisión     | Primera emisión      | Última emisión      | Última emisión       | Prom. de espectadores (millones) |
| Temporada | Episodios | Fecha               | Audiencia (millones) | Fecha               | Audiencia (millones) | Prom. de espectadores (millones) |
| --------- | --------- | ------------------- | -------------------- | ------------------- | -------------------- | -------------------------------- |
| 1         | 59        | 21 de enero de 2019 | 0.82                 | 11 de abril de 2019 | 0.65                 | —                                |